# Référendum maltais de 2015
Le référendum maltais de 2015 est un référendum d'origine populaire ayant eu lieu à Malte le 11 avril 2015 portant sur une dérogation permettant la chasse d'oiseaux sauvages au printemps à Malte malgré le droit européen qui l'interdit (directive Oiseaux du 30 novembre 2009).
Le référendum est approuvé par 50,44 % des votants contre 49,56 %. La participation s'élève à 74,80 %.

## Résultats
| Choix                     | Votes   | %     |
| ------------------------- | ------- | ----- |
| Pour                      | 126 434 | 50,44 |
| Contre                    | 124 214 | 49,56 |
|                           |         |       |
| Votes valides             | 250 648 | 99,01 |
| Votes blancs et invalides | 2 509   | 0,99  |
| Total                     | 253 157 | 100   |
| Abstention                | 85 293  | 25,20 |
| Inscrits/Participation    | 338 450 | 74,80 |

Approuvez vous le maintien de la dérogation à la directive européenne Oiseaux ?
| Pour 126 434 (50,44 %) |  |  | Contre 124 214 (49,56 %) |
| ▲                      |  |  |                          |
| Majorité absolue       |  |  |                          |